# ترستینیک (منطقه چب)
ترستینیک (منطقه چب) (به لاتین: Trstěnice (Cheb District)) یک سکونتگاه مسکونی در جمهوری چک است که در Cheb District واقع شده‌است.

## خصوصیات
ترستینیک ۳۵۹ نفر جمعیت دارد.